# 苏荣 (少将)
苏荣（1970年12月—），山西忻州人，中国人民解放军少将。

## 生平
1987年，苏荣考上一所师范学院，但他不顾家人反对参军，成为一名装甲兵战士。入伍后，历任排长、连长、股长、营长、团长。后升任北京军区某装甲师参谋长，任内他率领的蓝军部队是中国人民解放军陆军首支专业信息化蓝军部队。截至2009年，苏荣先后立三等功、二等功各一次，连续4年被集团军评为优等指挥员。此后历任中国人民解放军陆军第三十八集团军某装甲师师长、中国人民解放军陆军第三十八集团军副军长。2017年任新组建的中国人民解放军陆军第八十三集团军副军长。2017年7月30日，在庆祝中国人民解放军建军90周年阅兵中，刚组建的陆军空中突击旅首次亮相，陆军第八十三集团军副军长苏荣担任空中突击梯队副指挥员。2021年1月，任河北省军区副司令员。
2016年7月晋升少将军衔。